# Revue d'esthétique
Pour les articles homonymes, voir Esthétique (homonymie).
La Revue d'esthétique est une ancienne revue scientifique française de philosophie, consacrée notamment à la philosophie de l'art et à l'esthétique.
Elle a été fondée par Charles Lalo, Étienne Souriau et Raymond Bayer. 
Lancée en janvier 1948 aux Presses universitaires de France à un rythme trimestriel jusqu'en 1958, la revue a été éditée ensuite par différents éditeurs au fil des années, : 
- Librairie philosophique J. Vrin (Paris), 1958-1964 ;
- S.P.D.G. (Paris), 1965-1967 ;
- Libraire C. Klincksieck (Paris)1968-1973 ;
- Christian Bourgois (Paris) - Union générale d'éditions (Paris), coll. 10/18, 1974-1980 ;
- Éditions Privat (Toulouse), 1981-1988 ;
- Jean-Michel Place (Paris), 1989-2004.

Chemin faisant, la revue modifie son comité de direction. S'y ajoute Mikel Dufrenne, Olivier Revault d'Allonnes, Jean Clair, Gilbert Lascault, Marc Le Bot, Dominique Noguez, René Passeron, Brigitte Du Plessis... En 1968, elle s'associe à la Société française d'esthétique (SFE), originellement fondée par Victor Basch. Au début des années 1970, la revue bénéficie du soutien du CNRS. Elle devient sur le tard semestrielle. La plupart de ses livraisons comportaient une thématique.
La Nouvelle revue d'esthétique, publiée depuis 2008 aux Presses universitaires de France se veut dans la continuité de cette revue.